# Leśniczówka (Kniażyce)
Leśniczówka – część wsi Kniażyce w Polsce położona w województwie podkarpackim, w powiecie przemyskim, w gminie Fredropol.
W latach 1975–1998 miejscowość administracyjnie należała do województwa przemyskiego.